# Sven Bernat Girlando
Pour les articles homonymes, voir Bernat.
Pas d'image ? Cliquez ici

a Compétitions nationales et continentales officielles uniquement.

b Matchs officiels uniquement.
Dernière mise à jour le 26 juin 2021.
Sven Bernat Girlando, né le 21 décembre 1999, est un joueur français de rugby à XV évoluant au poste de troisième ligne au club de Valence Romans Drôme Rugby.

## Biographie
Formé à Grasse, il rejoint le Biarritz olympique en 2016. 
Avec la sélection française des moins de 18 ans, Bernat Girlando dispute le championnat d'Europe en 2017, avec laquelle il remporte le titre de champion au terme de la finale remportée contre la Géorgie au stade de Penvillers de Quimper,.
En 2018, il signe un contrat espoir jusqu'en 2021 avec le BO. Il fait ses débuts en équipe première en novembre 2018 sur la pelouse de Oyonnax Rugby.
Après avoir joué avec l'équipe de France des moins de 18 ans et des moins de 19 ans, il est pressenti pour disputer le Tournoi des VI Nations avec les moins de 20 ans mais se blesse gravement au plancher orbital avant le début de la compétition lors de sa première titularisation avec Biarritz.
En 2021, il signe son premier contrat professionnel avec Valence Romans.